# Basílica de Valère
La basílica de Valère (en francés basilique de Valère) o fortaleza de Valère (château de Valère), es una iglesia fortificada localizada en Sion, en el cantón de Valais en Suiza. Se encuentra ubicada sobre una colina al frente del castillo de Tourbillon.
La iglesia Nuestra Señora de Valeria (en francés Notre-Dame de Valère) fue construida entre los siglos XII y XIII, obtuvo el rango de basílica menor en 1984, cuando fue visitada por el Papa Juan Pablo II.

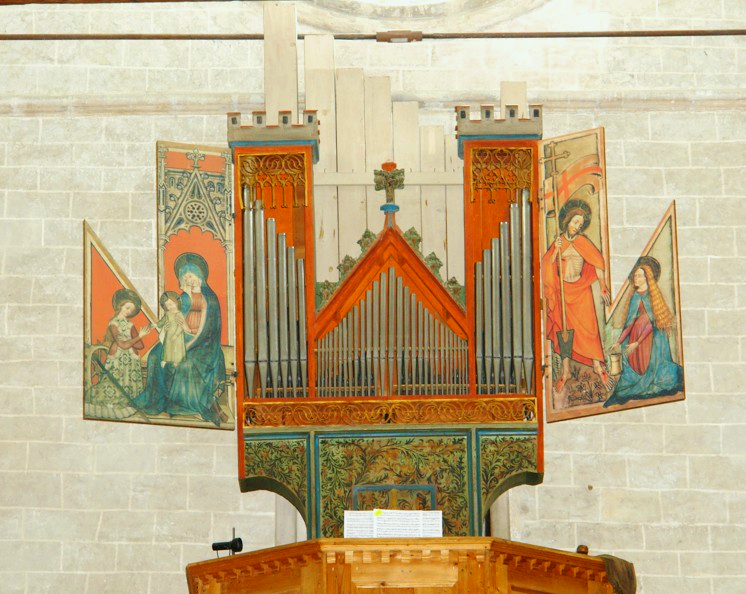
Órgano de la basílica.

Se cree que el órgano de la basílica, instalado sobre el lateral oeste, fue construido en 1435, por lo que es uno de los más antiguos del mundo. Sus tubos están dispuestos de tal manera que forman una versión aproximada en miniatura de una iglesia; los tubos más largos forman dos torres, y los más pequeños, un techo triangular. Fue restaurado en 1954, mientras otro órgano famoso, el órgano Rysum, era restaurado.